# Wolfgang de Bavière
 (janvier 2020).
Si vous disposez d'ouvrages ou d'articles de référence ou si vous connaissez des sites web de qualité traitant du thème abordé ici, merci de compléter l'article en donnant les références utiles à sa vérifiabilité et en les liant à la section « Notes et références ».
Pour les articles homonymes, voir Wolfgang de Bavière (1879-1895).
Wolfgang de Bavière, duc des Deux-Ponts, 26 septembre 1526 à Deux-Ponts, mort le 11 juin 1569 à Nexon, fils de Louis II de Bavière et Élisabeth de Hesse (1503-1563). Il fut duc palatin des Deux-Ponts de 1532 à 1569, comte palatin de Neubourg et de Soulzbach de 1559 à 1569.

## Biographie
Il conduit les protestants allemands dans la guerre de religion des années 1560.
En 1569, à la tête d'une armée de mercenaires, il conduit une expédition destinée à venir en aide aux protestants français. Cette armée traverse le comté Bourgogne et les provinces du centre de la France, détruisant sur son passage beaucoup d'églises et d'abbayes. Elle fait la jonction avec les troupes de Coligny à Châlus en juin 1569, quelques jours après son décès à Nexon, le 11 juin 1569, son corps est transféré en Allemagne. Il est inhumé à l'église du Château de Meisenheim.
À son décès, ses possessions sont partagées entre ses fils : le duché de Neubourg (que les Deux-Ponts ont reçu de l'Electeur Palatin Othon-Henri du Palatinat par le traité de Heidelberg) revient au fils aîné de Wolfgang, sauf la partie du duché autour de Soulzbach, qui revient à Othon (partition du duché de Neubourg). Le comté de Vohenstrauss revient au puîné Frédéric, tandis que le duché de Deux-Ponts, patrimoine originel de cette branche, revient à Jean.

## Mariage et descendance
Il épouse, à Cassel, en 1545, Anne de Hesse, fille de Philippe Ier de Hesse. Onze enfants sont issus de cette union :
- Christine des Deux-Ponts (1546-1619)
- Philippe-Louis de Neubourg (1547-1614), comte palatin de Neubourg et fondateur de la branche de Palatinat-Neubourg.
- Jean Ier (1550-1604), duc palatin des Deux-Ponts qui assura la continuité de la branche de Palatinat-Deux-Ponts (Ses trois fils se partagèrent ses possessions, formant les branches de Deux-Ponts (éteinte en 1661), Deux-Ponts-Landsberg et Deux-Ponts-Cleebourg).
- Dorothée des Deux-Ponts (1551-1552)
- Élisabeth des Deux-Ponts (1553-1554)
- Anne des Deux-Ponts (1554-1576)
- Élisabeth des Deux-Ponts (1555-1625)
- Othon des Deux-Ponts (1556-1604), comte palatin de Soulzbach, en 1582 il épousa Dorothée de Wurtemberg, dont il eut treize enfants. Seules deux filles parvinrent à l'âge adulte. À sa mort, le Palatinat-Soulzbach revint à son frère aîné Philippe-Louis.
- Frédéric des Deux-Ponts, comte palatin de Vohenstrauß, il épousa Catherine de Liegnitz. Ils eurent trois enfants dont aucun n’atteignit l'âge adulte. À sa mort, le Palatinat-Vohenstrauß revint à son frère aîné Philippe.
- Barbara de Deux-Ponts-Neubourg (1559-1618), en 1591 elle épousa Gottfried d'Oettingen
- Charles Ier de Birkenfeld (1560-1600), comte palatin de Birkenfeld et fondateur de la branche de Palatinat-Birkenfeld, dont le rameau cadet de Palatinat-Bischwiller-Ribeaupierre accéda au trône de Bavière avec Maximilien Ier en 1806.
- Par son fils Philippe-Louis de Neubourg, Wolfgang est l'ancêtre de Marie-Thérèse d'Autriche, de Felipe VI d'Espagne et de la reine Élisabeth II.